# Порин (білок)

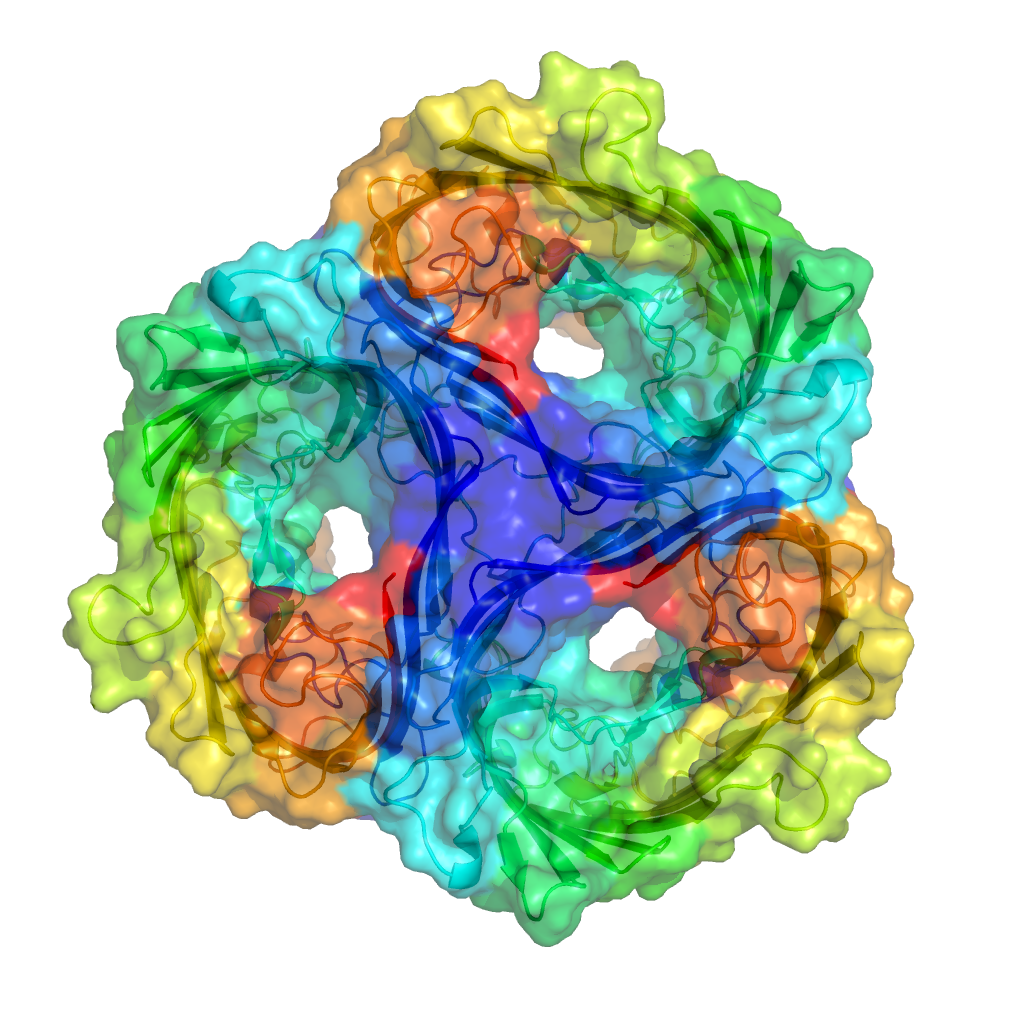
Порин специфічний до сахарози з Грам-негативної бактерії Salmonella typhimurium.

Порини — бактеріальні білки які полегшують дифузію (проникнення) низькомолекулярних речовин через важкопроникну клітинну мембрану. На відміну від багатьох інших мембранних транспортних білків, порини є досить великими щоб дозволити пасивну дифузію; таким чином вони виступають як проникні канали, спечифічні для різних типів молекул. Вони присутні у зовнішній мембрані Грам-негативних бактерій та деяких Грам-позитивних мікобактерій, зовнішній мембрані мітохондрій та зовнішній мембрані хлоропластів.

## Будова
Порини мають циліндричну форму та складаються з бета-листів (β-листів), які з'єднані між собою бета-поворотами на цитоплазматичній стороні та довгими амінокислотними петлями на зовнішній стороні. Бета-шари орієнтовані антипаралельно і утворюють циліндричну трубку, яку називають бета-бочкою (β-діжка). Амінокислотний склад β-ланцюгів поринів унікальний тим, що вздовж них чергуються полярні та неполярні залишки. Це означає, що неполярні залишки спрямовані назовні, щоб взаємодіяти з неполярними ліпідами зовнішньої мембрани, тоді як полярні залишки стикаються всередину до центру бета-діжки для створення водного каналу. Конкретні амінокислоти в каналі визначають специфічність порину для різних молекул.
Кількість бета-листів може варіюватися від до цілих двадцяти двох. Окремі листи з'єднуються між собою петлями і витками. Більшість поринів є мономерними білками. Деякі порини можуть утворювати димери, а інколи навіть октамери. Залежно від розміру порину, внутрішня частина білка може бути наповнена водою, мати до двох β-ланцюгів, складених назад, або містити невеликий додатковий білковий домен в якості «пробки», яка також складається з β-ланцюгів і контролює проникність центрального каналу.
Також порини можуть утворювати гомотримери в зовнішній мембрані, утворюючи суперструктуру пор з трьома каналами. Водневі зв'язки та диполь-дипольні взаємодії між кожним мономером у гомотримері забезпечують стабільність комплексу у зовнішній мембрані.

## Функції у клітині
Порини в основному беруть участь у пасивному транспортуванні гідрофільних молекул різної величини та заряду крізь мембрану. Крім того, порини можуть регулювати проникність і запобігати лізису, обмежуючи потрапляння детергентів у клітину.
Порини можна класифікувати на дві групи: неселективні та селективні. Неселективні порини не мають специфічного субстрату для переносу, хоча деякі виявляють незначні селективність до позитивно або негативно заряджених молекул. Селективні порини менше за розміром, ніж неселективні, і мають високу селективність для переносу певних молекул. Факторами що визначають селективність певного порину є внутрішний діаметер каналу, а також амінокислотні залишками, що складають центральну порожнину.
У Грам-негативних бактерій внутрішня мембрана є головним бар'єром проникності. Зовнішня мембрана більш проникна для гідрофільних речовин, завдяки наявності поринів. Як правило, лише речовини з молекулярною масою менше 600 дальтон можуть дифундувати крізь них.

## Різноманітність
Порини були вперше виявлені у Грам-негативних бактеріях. Пізніше вони були відкриті у Грам-позитивних бактерій. Порини Грам-позитивних бактерій виконують подібні транспортні функції, але при цьому є менш різноманітними порівняно з поринами Грам-негативних бактерій. У Грам-позитивних бактерій відсутня зовнішня мембрана, тому порини приєднані до певних ліпідів клітинної стінки.
Порини є також у еукаріотів, зокрема у зовнішніх мембранах мітохондрій та хлоропластів . Органели містять неселективні порини, які структурно і функціонально схожі на бактеріальні. Ці подібності підтверджують ендосимбіотичну теорію, відповідно до якої еукаріотичні органели виникли у минулому з примітивних Грам-негативних бактеріальних симбіонтів.
Археї містять також іонні канали, що походять від неспецифічних поринів. Канали знаходяться в клітинній стінці і полегшують дифузію поживних речовин всередину клітини.

## Роль у стійкості до антибіотиків
Багато антибіотиків, які використовуються для лікування бактеріальних інфекцій, проникають в бактерії крізь порини. Однак, завдяки еволюційному тиску, бактерії можуть розвивати резистентність до антибіотиків через мутації генів поринів. Мутації можуть призвести до втрати пор, внаслідок чого антибіотики втрачають здатність проникати всередину бактерій. Цей молекулярний механізм є одним з головних що призвели до кризи стійкості до антибіотиків та збільшенню смертності від інфекцій.

## Відкриття
Відкриття порин приписується Хіросі Нікайдо, якого також називали першим «поринологом».